# Clypeola cyclodontea
Clypeola cyclodontea är en korsblommig växtart som beskrevs av Alire Raffeneau Delile. Clypeola cyclodontea ingår i släktet Clypeola, och familjen korsblommiga växter. Inga underarter finns listade i Catalogue of Life.